# András Demeter
András István Demeter (ur. 18 maja 1969 w Târgu Mureș) – rumuński reżyser teatralny, aktor i polityk narodowości węgierskiej, od 2025 minister kultury.

## Życiorys
W 1992 ukończył studia aktorskie na uczelni przekształconej później w Universitatea de Arte din Târgu Mureș. W 1999 uzyskał magisterium z europeistyki w ESC Dijon. W latach 2004–2008 studiował prawo na Universitatea Tibiscus din Timișoara. Był reżyserem w węgierskojęzycznym teatrze w Timișoarze. Występował jako aktor teatralny, pojawiał się także w produkcjach filmowych i telewizyjnych. Wchodził w skład kierownictwa zrzeszenia rumuńskich teatrów UNITER.
W 1989 dołączył do Demokratycznego Związku Węgrów w Rumunii. Od 2005 pracował w ministerstwie kultury, od 2007 był sekretarzem stanu w tym resorcie, a w latach 2009–2010 doradcą ministra. Od 2010 do 2012 pełnił funkcję dyrektora generalnego publicznego nadawcy radiowego Societatea Română de Radiodifuziune. W latach 2013–2020 zarządzał jednostką producencką w TVR. Od marca 2021 do maja 2023 ponownie zajmował stanowisko sekretarza stanu w ministerstwie kultury. Powrócił na nie w grudniu 2024.
W czerwcu 2025 został ministrem kultury w gabinecie Ilie Bolojana.